# Garrel
Garrel är en kommun och ort i Landkreis Cloppenburg i förbundslandet Niedersachsen i Tyskland.